# Língua khalaj
O khalaj, também conhecido como arghu, é uma língua turcomana de grupo próprio falada no Irão e no Azerbaijão.

## Confusão ISO
O Ethnologue e a lista ISO registam uma língua iraniana "khalaj" com a mesma população, mas o Glottolog afirma que não existe. Os khalajes falam a sua língua turcomana e o persa, enquanto a suposta língua iraniana dos khalajes é espúrio.

## Classificação
O khalaj tem sido tradicionalmente sido classificado juntamente com os dialectos azeris devido à sua proximidade com eles. Porém, não é um dialecto do azeri, como antigamente era achado. Características como a preservação de três comprimentos de vogais, a preservação do *h proto-turcomana e a manutenção da *d → y levou à classificação não oguz do khalaj. Um exemplo destes arcaísmos é a palavra hadaq "pé", a qual preservou a *h inicial e a *d média. A forma equivalente nos dialectos oguzes achegados é ayaq (no turco é ayak). Desta maneira é uma língua independente que diferenciou-se à muito das outras línguas turcomanas. Devido à preservação destas características arcaicas alguns estudiosos têm especulado acerca duma hipótese na qual os khalajes são descendentes dos turcos arghus.

## Distribuição geográfica
O khalaj é falado principalmente na província de Markazi no Irão. Doerfer cita o número de palradores é 17.000 em 1968; o Ethnologue diz que o número de falantes subiu a 42.107 por volta de 2000.

### Dialectos
Os principais dialectos do khalaj são o do norte e o do sul. Dentro destes grupos dialectais, cada aldeia e grupo de falantes têm diferentes tipos de fala.

## Fonologia

### Consonantes
|             |             | Labial | Alveolar | Palatal | Velar | Uvular | Glottal |
| ----------- | ----------- | ------ | -------- | ------- | ----- | ------ | ------- |
| Nasal       | Nasal       | m      | n        |         | ŋ     |        |         |
| Plosive     | voiceless   | p      | t        | t͡ʃ      | k     | q      |         |
| Plosive     | voiced      | b      | d        | d͡ʒ      | ɡ     | ɢ      |         |
| Fricative   | voiceless   | f      | s        | ʃ       | x     |        | h       |
| Fricative   | voiced      | v      | z        | ʒ       | ɣ     |        |         |
| Approximant | Approximant |        | l        | j       |       |        |         |
| Flap        | Flap        |        | ɾ        |         |       |        |         |

### Vogais
/i, y, u, æ, œ, o, a/
É frequentemente dito que as vogais em khalaj têm três comprimentos: longa (ex. [qaːn] 'sangue'), meia-longa (ex. [baˑʃ] 'cabeça'), e curta (ex. [hat] 'cavalo'). Este ponto de vista têm sido discutido por Manaster Ramer. Adicionalmente, algumas vogais são realizadas como diptongos decrescentes, como em [quo̯l] ('braço').

## Gramática

### Morfologia

#### Nomes
Os nomes em khalaj podem receber uma marca de plural ou uma marca de possessivo. Alguns casos em khalaj são: o genitivo, o acusativo, o dativo, o locativo, o ablativo, o instrumental e o comparativo.
As formas dos sufixos mudam porque estão regidos pela harmonia vocálica e as consonantes que seguem. As terminações dos casos também interagem com os sufixos possessivos. Uma tabela de terminações de casos básico é dada abaixo:
| Caso         | Sufixo         |
| ------------ | -------------- |
| Nominativo   | -              |
| Dativo       | -A, -KA        |
| Acusativo    | -I, -NI        |
| Locativo     | -čA            |
| Ablativo     | -dA            |
| Instrumental | -lAn, -lA, -nA |
| Comparativo  | -vāra          |

#### Verbos
Os verbos em khalaj são flexionados pela voz, tempo, aspecto e negação. Os verbos consistem de várias sequências de morfemas na seguinte posição:
Tema + Voz + Negação + Tempo/Aspecto + Concordância

### Sintaxe
O khalaj usa a ordem Sujeito-Objeto-Verbo. Os adjectivos precedem os nomes. É uma língua aglutinante.

## Vocabulário
O cor do vocabulário khalaj é turcomano, mas muitas palavras têm sido tomadas do persa. Palavras dos dialectos turcomanos vizinhos, principalmente, o azeri têm também contribuído para o léxico khalaj.

### Números
Os números khalaj são turcomanos, mas alguns palradores trocam as formas para oitenta e noventa por termos persas:
- 1 - [biː]
- 2 - [æk.ki]
- 3 - [yʃ]
- 4 - [tœœɾt]
- 5 - [bieʃ]
- 6 - [al.ta]
- 7 - [jæt.ti]
- 8 - [sæk.kiz]
- 9 - [toq.quz]
- 10 - [uon]
- 20 - [ji.iɾ.mi]
- 30 - [hot.tuz]
- 40 - [qiɾq]
- 50 - [æl.li]
- 60 - [alt.miʃ]
- 70 - [yæt.miʃ]
- 80 - [saj.san] (turcomano), [haʃ.tad] (persa)
- 90 - [toqx.san] (turcomano), [na.vad] (persa)
- 100 - [jyːz]
- 1000 - [min], [miŋk]

## Exemplos
(Exerto de Dorfer & Tezcan (1994) págs. 158–159)
| Tradução | AFI |  |
| --- | --- |  |
| Uma vez, Mullah Nasreddin teve um filho.                                                                                | biː ki.niː mol.laː nas.ɾæd.diː.niːn oɣ.lu vaːɾ-aɾ.ti                                                                    |  |
| Ele disse, "Ó pai, eu quero a uma mulher."                                                                              | hay.dɨ ki "æj baː.ba, mæŋ ki.ʃi ʃæj.jo.ɾum"                                                                             |  |
| Ele disse, "Meu querido, temos uma vaca; leva esta vaca e vende-a. Vem com os benefícios, vamos comprar-te uma mulher!" | hay.dɨ ki "bɒː.ba bi.zym biː sɨ.ɣɨ.ɾɨ.myz vaːɾ, je.tib̥ bo sɨ.ɣɨ.ɾɨ saː.tɨ, naɣd ʃæj.i puˑ.lĩn, jæk biz sæ̃ ki.ʃi al.duq" |  |